# Vilayanur S. Ramachandran
Vilayanur Subramanian „Rama” Ramachandran (ur. 1951 w Tamilnadu) – amerykański neurolog, najbardziej znany ze swoich odkryć w dziedzinie neurologii behawioralnej i psychofizyki. Obecnie kieruje Center for Brain and Cognition. Jest profesorem na Wydziale Psychologii oraz Programie Neuronauki na Uniwersytecie Kalifornijskim w San Diego oraz profesorem biologii w Instytucie Salka.
Jego wczesne prace dotyczyły percepcji wzrokowej, ale najbardziej jest znany z badań i eksperymentów w dziedzinie neurologii behawioralnej, które pomimo swojej prostoty wywarły istotny wpływ na wiedzę o działaniu mózgu. Dotyczyły głównie czucia fantomowego, synestezji i percepcji wzrokowej.
Ramachandran został wybrany na członka All Souls College w Oksfordzie oraz Royal Institution w Londynie (który odznaczył go także Henry Dale Medal). W 2003 udzielił dla BBC wykładów im. Reitha (założyciela BBC), a w 2007 otrzymał od prezydenta Indii Order Padma Bhushan. Richard Dawkins określił go „Marco Polo neuronauki”, a Eric Kandel –  „współczesnym Paulem Broką”. Newsweek zaliczył go w poczet „The Century Club” (100 najbardziej prominentnych osób w XXI wieku).

## Dzieciństwo i edukacja
Urodził się w 1951 w Tamilnadu w Indiach. Ponieważ jego ojciec był indyjskim dyplomatą, spędził dużą część dzieciństwa na różnych placówkach w Indiach i innych częściach Azji. W dzieciństwie amatorsko zajmował się różnymi dziedzinami nauki, m.in. konchologią. W 1974 otrzymał tytuł doktora medycyny w Stanley Medical College w Madrasie i przeniósł się na Trinity College na University of Cambridge, gdzie doktoryzował się w neurobiologii i psychologii eksperymentalnej. Staż podoktorski odbył na Wydziale Fizjologii University of Oxford. Jego opiekunami naukowymi byli: Oliver Braddick, Fergus Campbell, Horace Barlow, Colin Blakemore oraz (w Oxfordzie) David Whitteridge. Później spędził dwa lata w Caltech, jako pracownik naukowy razem z Jackiem Pettigrew. W 1983 został mianowany adiunktem psychologii na Uniwersytecie Kalifornijskim w San Diego, gdzie w 1998 został profesorem. W Anglii współpracował z Richardem Gregorym.

## Działalność naukowa
Kariera naukowa Ramachandrana rozwijała się dwiema równoległymi ścieżkami: jedna dotyczyła badania percepcji wzrokowej przy użyciu metod psychofizyki, a druga – związana z neurologią – dotyczyła głównie badania niektórych zespołów neurologicznych. Wprowadził zastosowanie wizualnego sprzężenia zwrotnego do leczenia bólu kończyn fantomatycznych (pudełko ze zwierciadłem), rehabilitacji poudarowej i zespołu algodystroficznego. Jest także znany z powodu swoich eksperymentów i teorii (przeprowadzanych wspólnie z Edwardem Hubbardem i Davidem Brangiem) w dziedzinie synestezji. Ostatnio zajmuje się także autyzmem. Jest jednym z pionierów: neuroestetyki.
Opublikował ponad 180 prac w czasopismach naukowych. Dwadzieścia z nich pojawiło się w „Nature”, a inne w „Science”, „Nature Neuroscience”, „Perception and Vision Research”. Jest autorem bardzo dobrze przyjętej książki Phantoms in the Brain, przetłumaczonej na 9 języków. Na treściach w niej zawartych oparto dwuczęściowy film BBC Four oraz jednogodzinny program PBS Special w USA. Jest redaktorem Encyklopedii Ludzkiego Mózgu (2002) i współautorem ukazującej się co dwa miesiące rubryki w „Scientific American Mind” pt. „Illusions”.
Interesuje się także kryptologią, językami starożytnymi i paleontologią. W 2009 kupił czaszkę dinozaura znalezioną na pustyni Gobi, który został nazwany na jego cześć Minotaurasaurus ramachandrani.

### Psychologia religii
Według Ramachandrana doświadczenia mistyczne, wizje religijne wielu przywódców duchowych takich jak Święty Paweł, Mojżesz czy hinduscy mistycy mogły mieć przyczyny neurologiczne. Używając pomiaru reakcji skórno-galwanicznej wykazał, że pacjenci cierpiący na padaczkę skroniową, czyli mający zaburzenia płata skroniowego, reagują na słowa o znaczeniu religijnym silniej niż na słowa odnoszące się do seksualności. U badanych niemających padaczki jest na odwrót.

jest możliwe, że wielu wielkich przywódców religijnych miało zaburzenia funkcjonowania płatu skroniowego wywołujące wizje lub mistyczne doznania

### Percepcja wzrokowa
Wczesne badania dotyczyły percepcji wzrokowej przy użyciu metod psychofizycznych. Pozwoliły wyjaśnić sposób przetwarzania sygnałów na drogach wzrokowych. Odkrył nowe efekty i złudzenia optyczne. Wynalazł także klasę bodźców, które selektywnie aktywują drogi wzrokowe w ludzkim wzroku i są obecnie używane do diagnozowania dysleksji. Wiele z jego złudzeń optycznych razem z krótkimi wyjaśnieniami znajduje się na jego stronie.
Zapoczątkował (wspólnie z wieloma innymi, m.in. Patrickiem Cavanaghem, Kenem Nakayamą i Alanem Gilchristem) rewolucję neo-Gestalt w badaniu wzroku. Te badania miały istotne znaczenie w eksperymentach fizjologicznych i modelowaniu przetwarzania obrazu przez sztuczną inteligencję.

### Neuronauka poznawcza
Badał zespoły neurologiczne, by odkryć mechanizmy nerwowe tworzące ludzkie funkcje umysłowe. Znany jest z prostoty i elegancji swoich eksperymentów – zwykle używa prostego sprzętu, dzięki któremu bada i odkrywa podstawowe kwestie dotyczące działania ludzkiego mózgu. Najbardziej jest znany ze swojej pracy dotyczącej zespołów neurologicznych takich jak bóle fantomowe, autyzm, zespół nieuwagi stronnej, jego odkrycie pudełka ze zwierciadłem i obecne prace dotyczące synestezji.

#### Kończyny fantomowe
Czasem zdarza się, że po amputacji kończyny pacjent wciąż doświadcza jej obecności jako tzw. kończyny fantomowej (fantomatycznej). We wczesnych latach 90. Ramachandran zaczął badać to zjawisko jako przykład neuroplastyczności w dorosłym ludzkim mózgu. Uważał, iż zjawisko kończyn fantomowych może wynikać ze zmian w mózgu, a nie w obwodowym układzie nerwowym. Wrażenia z powierzchni skóry są mapowane na korę somatosensoryczną w określonym porządku, tworząc reprezentację części ciała znaną jako homunkulus somatosensoryczny. Wrażenia z dłoni są lokowane obok wrażeń z ramienia, wrażenia ze stopy są lokowane obok wrażeń z dłoni itd. Pewną osobliwością jest fakt, że wrażenia z twarzy są lokowane obok wrażeń z ręki. Jeśli przypuszczenie, że po utracie kończyny nie tylko obwodowy układ nerwowy, ale także mózg podlega zmianom, to biorąc pod uwagę, jak wygląda korowa reprezentacja ciała, stymulacja policzka powinno wywołać wrażenie fantomowej kończyny. Podczas eksperymentów Ramachandran i jego współpracownicy dowiedli nie tylko, że pacjent ma wrażenie kończyny fantomowej po tej samej stronie ciała, ale odkryli uporządkowane mapowanie różnych części twarzy na części fantomowej kończyny. Dowiedli więc, że wrażenia zmysłowe takie jak dotyk, temperatura, wibracja itp. są odnoszone z twarzy do fantomu w zorganizowany sposób (uporządkowanie somatopiczne).
Ramachadran używając magnetoencefalografii (MEG) udowodnił, że kiedy amputowane jest ramię zwolniony obszar korowy jest zajmowany przez neurony odpowiadające za stymulację twarzy, które normalnie dotyczyłyby tylko twarzy. Impulsy nerwowe z powierzchni twarzy mogą wtedy aktywować pierwotny obszar kory dłoni, co wyższe ośrodki mózgu interpretują jako aktywację fantomowej kończyny. Oznacza to, że mózg jest w wysokim stopniu elastyczny, a nie, jak dotąd wierzono, uformowany ostatecznie po urodzeniu.
Większość pacjentów z fantomatyczną kończyną ma wrażenie, że mogą nimi poruszać. Ale w niektórych przypadkach kończyna jest odczuwana jako sztywna lub „sparaliżowana”, często w skurczu powodującym ból. Ramachandran uważał, że takie wrażenie paraliżu może wynikać z tego, że za każdym razem, kiedy pacjenci usiłowali poruszyć kończyną fantomową, otrzymywali informację zwrotną (wzrokowo lub przez propriocepcję), że kończyna nie porusza się. Ta informacja utrwaliła się zgodnie z regułą Hebba w neuronach odpowiedzialnych za czucie kończyny. W wyniku tego, choć kończyna nie istniała, mózg odczuwał ją, ale jako sparaliżowaną. W celu przezwyciężenia tego wyuczonego paraliżu Ramachandran opracował tzw. terapię lustrzaną. Pudełko do butów przedzielił wzdłuż pionowym lustrem, przez otwory z przodu pudełka pacjent wkładał zdrową rękę i kikut, przy czym ten drugi był zasłaniany. Pacjent patrząc z góry miał wrażenie, że widzi w jego miejscu zdrową rękę. Choć miał świadomość, że to tylko lustrzane odbicie, normalna kończyna w zwierciadle mogła zastąpić odczucie kończyny fantomowej, tworząc jej wizualną reprezentację. Kiedy pacjent porusza swoją normalną ręką nie tylko ujrzy – jak można oczekiwać – ruch fantomatycznej kończyny, ale także ten ruch poczuje. U niektórych pacjentów udało się wyprzeć w ten sposób ból fantomatyczny. U innych fantom całkiem zniknął, razem z bólem. Kliniczna użyteczność tej metody wizualnej informacji zwrotnej (MVF) została potwierdzona przez wiele zespołów używających podwójnie ślepych prób. W tej samej serii badań Ramachandran odkrył także (również używając luster), że tylko tworząc wizualną iluzję dotykania fantomu udaje się wywołać wrażenie dotyku fantomatycznej kończyny.
Ramachandran użył także kończyn fantomatycznych do zbadania czuciowych odpowiedników neuronów lustrzanych u ludzi. Neurony zmysłowe w mózgu są pobudzane w odpowiedzi na dotyk a pewna liczba tych samych neuronów jest pobudzona na widok innej osoby, która jest dotykana. Wygląda to tak, jakby neurony lustrzane empatią czytały umysł innej osoby. Ale samo oglądanie innej osoby, która jest dotykana, nie wywołuje wrażenia dotyku, ponieważ skóra na dłoni nie wysyła żadnego sygnału (do niezwierciadlanego neuronu zmysłowego), co blokuje neurony lustrzane. To zjawisko nie ma miejsca w przypadku kończyny fantomowej. Zgodnie ze swoją teorią Ramachandran odkrył, że kiedy pacjent z fantomową kończyną widzi dotykaną zdrową rękę innego pacjenta, doznaje realnego wrażenia, że sam jest dotykany. Masowanie ręki innego pacjenta przynosi ulgę w ręce fantomatycznej. Jest to kliniczne potwierdzenie teorii.

#### Rehabilitacja poudarowa
W 1994 Ramachandran zasugerował, że wizualne sprzężenie zwrotne może także przyspieszyć rehabilitację kończyny po paraliżu wywołanym udarem. W 1998 razem z Erikiem Altschulerem badał MFV na dziewięciu pacjentach z udarem i w wielu przypadkach uzyskali znaczną poprawę. Skuteczność tej metody została udowodniona w wielu przypadkach, także w grupach, które zamiast luster używały rzeczywistości wirtualnej. Ostatnio metoda MVF została także zastosowana do rehabilitacji zespołu algodystroficznego.
Wyniki tych badań i eksperymentów (razem z pracami Michaela Merzenicha, Jona Kaasa, Paula Bach-y-Rita, Alvaro Pascal-Leone i innych) doprowadziły do nowej wizji działania mózgu i rehabilitacji neurologicznej. Utrwalony w nauce obraz mózgu jako zestawu autonomicznych modułów skonfigurowanych na sztywno zaraz po urodzeniu został zastąpiony koncepcją, w której moduły te są w stanie dynamicznej równowagi z pozostałymi oraz z receptorami zmysłowymi. Wiele zaburzeń neurologicznych – choć nie wszystkie – może doprowadzić raczej do zaburzenia tej równowagi niż trwałego zniszczenia tkanki nerwowej. Ma to nie tylko duże znaczenie teoretyczne, ale ma także zastosowanie klinicznie, ponieważ wynika z tego, że relatywnie proste procedury mogą mieć olbrzymi wpływ na rehabilitację pracy mózgu.

#### Synestezja
Ostatnio Ramachandran zajmował się mechanizmami synestezji typu grafem-kolor, w której obraz danego znaku przywołuje wrażenie skojarzonego z nim koloru. Razem ze swoim doktorantem Edwardem Hubbardem wykazał, że doznający jej ludzie skuteczniej wykrywali znaki ukryte w Embedded Figures Test (np. trójkąt złożony z dwóch „2”) na tle złożonym z innego numeru (np „5”). Jest to trudne zadanie dla ludzi, którzy nie doświadczają synestezji. Jednakże niektórzy synestetycy mówią iż dostrzegane przez nich kolory pomagają w znalezieniu i zidentyfikowaniu ukrytych kształtów. Ich wyniki w zadaniach behawioralnych pokazują, że czasem są lepsi w tego typu zadaniach od innych.
Bazując na swoich poprzednich pracach dotyczących kończyn fantomowych wysnuł przypuszczenie, że synestezja może mieć przyczynę w podobnym procesie pobudzania sąsiednich neuronów, ale w tym przypadku dotyczyłoby to strumieni danych zmysłowych i miałoby podłoże genetyczne, a nie wynikało z pourazowej reorganizacji układu nerwowego. W badaniach z zastosowaniem fMRI został wykryty u synestetyków wzrost aktywności w obszarze rozpoznającym kolory (hV4) podczas oglądania obrazów wywołujących wrażenie kolorów w porównaniu z obrazami, które takich wrażeń nie wywoływały i w porównaniu z ludźmi, którzy nie doświadczają synestezji.

#### Podofilia
Podobnie jak w przypadku zjawiska kończyny fantomowej sąsiedztwo reprezentacji organów w korze somatosensorycznej ma znaczenie w podofilii, czyli fetyszyzmie stóp. Obszar reprezentujący stopy znajduje się obok reprezentacji genitaliów, dlatego stopy mogą stać się seksualnym fetyszem.

#### Urojenie Capgrasa
We współpracy z Williamem Hirsteinem Ramachandran badał mechanizmy nerwowe powodujące urojenie Capgrasa, w którym uważa się, że członkowie rodziny i inni bliscy zostali zastąpieni przez sobowtóry. Zdarza się to czasem w wyniku urazów mózgu. Opierając się na klasycznych obserwacjach, że ma to miejsce tylko w przypadku ludzi bliskich pacjentom i urojenie to jest nieobecne, jeśli się tylko rozmawia z tą osobą (np. przez telefon) podejrzewali, że może być to wynikiem uszkodzenia w obszarze rozpoznawania twarzy (ang. fusiform face area, FFA); zakłócenia komunikacji pomiędzy zakrętem wrzecionowatym odpowiedzialnym za rozpoznawanie twarzy i ciałem migdałowatym, gdzie następuje emocjonalna reakcja na znane twarze. Ponieważ struktura nerwowa odpowiedzialna za rozpoznawanie twarzy jest nietknięta, pacjent rozpoznaje twarz osoby bliskiej. Jednakże ponieważ nie ma połączenia pomiędzy rozpoznaniem twarzy a ośrodkami emocji w ciele migdałowatym, brak jest reakcji emocjonalnej co prowadzi do odczucia, że widziany bliski jest sobowtórem. W celu zbadania tej teorii zastosowali metodę pomiaru reakcji skórno galwanicznej i wykazali, że cierpiący na urojenie Capgrasa nie wykazują właściwych wyników tego pomiaru na znajome twarze. Później prowadzone badania dowiodły, że w tego typu przypadkach muszą zaistnieć także dodatkowe uszkodzenia w innych obszarach.

#### Patofizjologia autyzmu
Grupa Ramachandrana pierwsza zasugerowała i wykazała eksperymentalnie w 1999, że utrata neuronów zwierciadlanych może być kluczowym deficytem w autyzmie, co wyjaśnia wiele z objawów zaburzeń. Te obserwacje zostały później potwierdzone w innych badaniach.

### Wykłady gościnne
Ramachandran udzielił wielu plenarnych wykładów na całym świecie: m.in. na inauguracyjnej konferencji Cognitive Neuroscience Society, mowę wstępną na inauguracyjnym dorocznym Dementia Congress, wykłady im. Alfreda Deakina dla rządu Australii, mowę wstępną prezydenckiego wykładu dla American Academy of Neurology, mowę inauguracyjną na nowo otwartym Wydziale Neuronauki na University of Bristol i w Getty Museum of Art. W 1995 wystąpił z okazji Dekady Mózgu na 25. rocznicę (srebrny jubileusz) Society for Neuroscience oraz w National Institute of Mental Health i Bibliotece Kongresowej. Wygłosił także wykłady im. Dorcas Cummings w Cold Spring Harbor oraz Fred Attneave memorial na University of Oregon, wykład im. Oliver-Sharpey dla Royal College of Physicians w Londynie, wykład z okazji Jonas Salk Memorial na Instytucie Salka i wykład im. Rabindranath Tagore w Center for the foundations of science w Nowym Delhi. W 2003 wygłosił dla BBC coroczny wykład im. Reitha pt. „The Emerging Mind” (założyciela BBC; był pierwszym lekarzem/psychologiem, który wystąpił od czasu, kiedy tradycja ta została zapoczątkowana przez Bertranda Russella w 1949). W 2007 udzielił wykładu publicznego dla Royal Society w Londynie, a w 2008 wykład im. Miller Fisher Lecturer w Massachusetts General Hospital. 14 lipca 2008 wygłosił inauguracyjny wykład na Asian College of Journalism w Ćennaju, Indie.

## Nagrody i odznaczenia
W 2005 został odznaczony medalem Henry'ego Dale'a. Został wybrany na honorowego, dożywotniego członka Royal Institution of Great Britain. Inne nagrody to członkostwo w All Souls College, Oxford, Center for Advanced Study in the Behavioral Sciences na Stanford University, Neurosciences Institute, La Jolla w Kalifornii i the Athenaeum Club, London. Otrzymał także Doctor honoris causa, przyznawaną corocznie nagrodę im. Santiago Ramón y Cajal od International Neuropsychiatry Society oraz Ariens-Kappers medal od Royal Netherlands Academy of Sciences za przełomowe odkrycia w dziedzinie neuronauki. W 2007 prezydent Indii odznaczył go trzecią najwyższą nagrodą cywilną i honorowym tytułem Padma Bhushan.
Gościnne profesury:
- Hilgard professorship, Stanford University
- Norman Geschwind visiting professor, Harvard University (2008)
- Rudel-Moses visiting professor, Columbia University

## Życie osobiste
Jest wnukiem Sir Alladiego Krishnaswamy Iyera, gubernatora generalnego Madrasu oraz współtwórcy konstytucji indyjskiej. Jego żoną jest Diane Rogers-Ramachandran, mają dwóch synów Mani i Jaya.

## Media
Odkrycia Ramachandrana w neurologii behawioralnej były szeroko relacjonowane w mediach, Pojawiał się w licznych programach dokumentalnych Channel 4 i PBS. Także występował w BBC, Discovery Science, Newsweek, Radio Lab oraz This American Life, TED Talks, i Charlie Rose. W 2003 został zaproszony do BBC Reith Lectures.
W odcinku „Tyran” serialu Dr House doktor Gregory House leczy ból ręki fantomowej przy użyciu pudełka z lustrem.

## Książki
- Phantoms in the Brain : Probing the Mysteries of the Human Mind (1998) – wspólnie z Sandrą Blakeslee, ISBN 0-688-17217-2
- The Encyclopedia of the Human Brain (kierownik redakcji) ISBN 0-12-227210-2
- The Emerging Mind (2003) – na podstawie wykładów im. Reitha dla BBC ISBN 1-86197-303-9
- A Brief Tour of Human Consciousness: From Impostor Poodles to Purple Numbers (2005), ISBN 0-13-187278-8
- Neuronauka o podstawach człowieczeństwa: O czym mówi mózg? (2012) (oryg. The Tell-Tale Brain: A Neuroscientist's Quest for What Makes Us Human 2011) Wydawnictwa Uniwersytetu Warszawskiego, ISBN 978-83-235-0911-0